# Verwantschapsgraad
De verwantschapsgraad is een maatstaf voor de mate van bloedverwantschap of aanverwantschap tussen personen. Hoe hoger de graad, hoe verder de verwantschap.

## Nederlands burgerlijk recht
De gradentelling wordt in het Nederlands burgerlijk recht toegepast volgens een aan het Romeinse recht ontleend stelsel. Het stelsel is in Nederland vastgelegd in artikel 3 van Boek 1 van het Burgerlijk Wetboek:
De graad van bloedverwantschap wordt bepaald door het getal der geboorten, die de bloedverwantschap hebben veroorzaakt. Hierbij telt een erkenning, een gerechtelijke vaststelling van het vaderschap of een adoptie als een geboorte.

## Belgisch burgerlijk recht
De gradentelling is dezelfde in het Belgisch Burgerlijk Wetboek, artikels 735-738:
Art. 735. De afstand in bloedverwantschap wordt bepaald door het getal van de generaties; elke generatie wordt een graad genoemd.
Art. 736. De opvolging van graden maakt de lijn : men noemt rechte lijn de opvolging van graden tussen personen die de ene van de andere afstammen; zijlijn, de opvolging van graden tussen personen die niet de ene van de andere, maar van een gemene stamvader afstammen.
In de rechte lijn onderscheidt men de rechte nederdalende lijn en de rechte opgaande lijn.
De eerste verbindt de stamvader met de personen die van hem afstammen; de laatste verbindt een persoon met degenen van wie hij afstamt.
Art. 737. In de rechte lijn rekent men zoveel graden als er generatie zijn tussen de personen : zo staat de zoon, met betrekking tot de vader, in de eerste graad; de kleinzoon, in de tweede; en zulks geldt wederkerig voor de vader en de grootvader, met betrekking tot zonen en kleinzonen.
Art. 738. In de zijlijn worden de graden bepaald door het getal van de generaties, te rekenen van een van de bloedverwanten tot aan de gemene stamvader, zonder deze mee te tellen, en vervolgens van deze tot aan de andere bloedverwant.
Zo staan twee broeders in de tweede graad; oom en neef, in de derde graad; volle neven, in de vierde graad; en zo verder.

## Bloedverwantschap
Er is bloedverwantschap in de eerste graad tussen ouder en kind (anders gezegd: ouder en kind zijn bloedverwant(en) in de eerste graad, de bloedverwanten in de eerste graad van iemand zijn de ouders en kinderen van deze persoon).
Verder is er bloedverwantschap in de tweede graad tussen grootouder en kleinkind enz.
De graad van bloedverwantschap tussen twee personen in de zijlijn wordt gevonden door het totaal aantal geboorten te tellen, eerst van de ene persoon naar de eerste gemeenschappelijke voorouder, en vervolgens naar de andere persoon. Dit betekent dat broers en zussen bloedverwanten zijn in de tweede graad, ooms en tantes in de derde, en volle neven en nichten in de vierde graad. Kinderen van broer of zus zijn bloedverwant in de derde graad.

## Aanverwantschap
Door huwelijk en geregistreerd partnerschap ontstaat aanverwantschap met de bloedverwanten van de echtgenoot of geregistreerde partner, en wel in dezelfde graad als er bloedverwantschap bestaat tussen die echtgenoot of partner en diens bloedverwant. Schoonouders (ouders van je echtgenoot) en stiefouder (echtgenoot van je ouder) zijn aanverwant in de eerste graad. Zwager of schoonzus (broer/zus van je echtgenoot of echtgenoot van je broer/zus) is aanverwant in de tweede graad. De aangetrouwde oom of tante is aanverwant in de derde graad. De echtgenoot van de volle nicht van een echtgenoot is aanverwant in de vierde graad.
De aangehuwde aanverwantschap wordt niet door de ontbinding van het huwelijk opgeheven.
In het canoniek recht telde men (tot 1983) het aantal geboortes in de langste lijn naar de gemeenschappelijke voorouder. Bij twee personen van dezelfde generatie zal de oude canonieke graad dus de helft zijn van de Romeinse graad. In het canonieke stelsel is het merkwaardig dat twee neven onderling even sterk verwant zijn als ieder voor zich met de gemeenschappelijke grootvader (tweede graad).